# Pyrèthre d'Afrique
Anacyclus pyrethrum
Espèce
Classification phylogénétique
Le pyrèthre d'Afrique (Anacyclus pyrethrum) est une espèce de plantes à fleurs de la famille des Astéracées.
C'est une plante herbacée vivace. Il est originaire d’Europe méditerranéenne et de certaines parties d’Afrique du Nord, mais s’est également naturalisé dans d’autres régions d’Europe, en Inde et au Pakistan.

## Utilisations
Le rhizome du pyrèthre d'Afrique est utilisé en gargarisme pour soulager les rages de dent et les maux de gorge. On le récolte à l'automne et on le fait sécher. Son odeur rappelle la racine de réglisse. En bouche, elle fait ressentir qu'elle contient des huiles essentielles par une sensation de picotement sur la langue et a la particularité de faire saliver, d'où son autre nom de « Salivaire ».
Hildegarde de Bingen dit du pyrèthre d'Afrique: « La camomille pyrèthre réduit les toxines qui vicient le sang, accroît le sang pur et rend l'esprit clair. Elle redonne de nouvelles forces à quiconque est affaibli voire défaillant, et ne laisse rien quitter l'organisme qui n'ait été préalablement digéré, mais lui assure au contraire une bonne digestion. La "salivaire"  ou "œil de bouc" est un remède universel pour les bien portants comme pour les malades, car elle préserve la santé et chasse la maladie ». Le Dr Wighard Strehlow préconise d'en ajouter de petites quantités à l'alimentation. Deux à trois pincées à mêler à la nourriture pendant ou après la cuisson suffisent. Le pyrèthre aurait donc, selon Hildegarde, des vertus dépuratives, digestives et psychotoniques.
La plante aurait aussi une activité antidiabétique (l'extrait aqueux de la racine est hypoglycémiant) et l'extrait aqueux de chaque partie de la plante pourrait avoir des vertus contre la corrosion de certains métaux (aciers doux, testés en milieu acidifié par l'acide sulfurique 0.5M) en formant un film protecteur sur le métal, par chimisorption.
En médecine ayurvédique, le pyrèthre d'Afrique est utilisé pour renforcer la vitalité et la virilité des hommes. Plusieurs études ont par la suite prouvé que le Pyrèthre d'Afrique possède des effets positifs sur plusieurs hormones dont la LH, la FSH et la testostérone. Ce fait est également mentionné dans le livre La Jambe sur le jambe (p 352) de Farès Chidiac.
Des études scientifiques ont également été menées concernant la toxicité de la plante. La conclusion est que l'anacyclus pyrethrum n'a pas d'impact négatif important sur la santé et les paramètres de bien être.
D'autres études scientifiques se sont penchées sur sa capacité neuroprotective, la plante permettrait de réduire le stress oxydatif et d'améliorer la cognition.